# 심동신 금관조복
심동신 금관조복(沈東臣 金冠朝服)은 대한민국 경기도 용인시 수지구 단국대학교 석주선기념박물관에 있는 조선 후기의 문신 심동신(1824∼1889)이 입던 금관조복이다. 1964년 12월 7일 대한민국의 국가민속문화재 제2호로 지정되었다.

## 개요
조선 후기의 문신 심동신(1824∼1889)이 입던 금관조복이다. 조복이란 문신과 무신들이 동지와 설날, 나라에 경사가 있을 때나 종묘와 사직에 제사지낼 때 입었던 옷으로 금관조복이라고도 한다. 심동신금관조복으로 지정된 유물은 금관, 적초의, 적상, 청초의(청초중단), 운학금환수, 패옥, 서대, 홀 등이다.
금관은 5개의 금색선이 붙여진 오량관으로 나무비녀로 고정시키게 되어있다. 조복인 적초의는 날씨가 더울 때 쓰는 항라로 만든 붉은색의 홑옷로, 깃은 직선이고 넓은 동정이 달렸으며 소매가 넓고 양 옆이 트였다. 청초의는 조복인 적초의 바로 안에 입는 옷으로 중단이라고 하는 청색 명주로 된 홑옷이다. 직선으로 된 깃에 동정이 있고 소맷부리와 도련 등에 검은선이 둘러져 있다. 적상은 조복인 적초의와 같이 항라로 만들었으며, 전체를 잔주름으로 처리하였고 앞 3폭, 뒤 4폭의 양식으로 앞면이 뒷면보다 좁게 되어 있다. 운학금환수는 후수를 말하는데 큰대와 함께 달려 있으며 붉은색 바탕에 파란색, 노란색, 흰색의 세가지 색으로 구름과 학을 수놓았다. 윗부분 양쪽에는 금환 2개가 달려있다. 패옥은 조복을 입을 때 허리 양 옆에 하나씩 달아 늘어뜨리던 장신구로 한쌍이 온전히 남아있으며 위에는 놋쇠로 된 고리가 달려있다. 서대는 조복에 쓰던 허리띠이다. 홀은 조복을 입을 때 양손에 쥐어 예를 표시하던 물건으로 상아로 만들었다.
심동신금관조복은 1890년대를 전후한 구한말의 유품으로 부속품까지 양호한 상태로 보관되어 있어 복식사적 가치가 크다.

## 세부 내역
| 번호  | 사진 | 명칭                    | 소재지                                                                        | 관리자 (단체)               | 지정일               | 참조 |
| 2-1호 |      | 금관 (金冠)             | 경기 용인시 수지구 죽전로 152, 석주선기념박물관 (죽전동,단국대학교죽전캠퍼스) | 단국대학교 석주선기념박물관 | 1964년 12월 7일 지정 |      |
| 2-2호 |      | 조복 (朝服)             | 경기 용인시 수지구 죽전로 152, 석주선기념박물관 (죽전동,단국대학교죽전캠퍼스) | 단국대학교 석주선기념박물관 | 1964년 12월 7일 지정 |      |
| 2-3호 |      | 적상 (赤裳)             | 경기 용인시 수지구 죽전로 152, 석주선기념박물관 (죽전동,단국대학교죽전캠퍼스) | 단국대학교 석주선기념박물관 | 1964년 12월 7일 지정 |      |
| 2-4호 |      | 청초의 (靑초衣)         | 경기 용인시 수지구 죽전로 152, 석주선기념박물관 (죽전동,단국대학교죽전캠퍼스) | 단국대학교 석주선기념박물관 | 1964년 12월 7일 지정 |      |
| 2-5호 |      | 운학금환수 (雲鶴金環緩) | 경기 용인시 수지구 죽전로 152, 석주선기념박물관 (죽전동,단국대학교죽전캠퍼스) | 단국대학교 석주선기념박물관 | 1964년 12월 7일 지정 |      |
| 2-6호 |      | 패옥 (佩玉)             | 경기 용인시 수지구 죽전로 152, 석주선기념박물관 (죽전동,단국대학교죽전캠퍼스) | 단국대학교 석주선기념박물관 | 1964년 12월 7일 지정 |      |
| 2-7호 |      | 서대 (犀帶)             | 경기 용인시 수지구 죽전로 152, 석주선기념박물관 (죽전동,단국대학교죽전캠퍼스) | 단국대학교 석주선기념박물관 | 1964년 12월 7일 지정 |      |
| 2-8호 |      | 홀 (笏)                 | 경기 용인시 수지구 죽전로 152, 석주선기념박물관 (죽전동,단국대학교죽전캠퍼스) | 단국대학교 석주선기념박물관 | 1964년 12월 7일 지정 |      |

## 같이 보기
- 심동신
- 금관조복

## 참고 자료
- 심동신 금관조복 - 국가유산청 국가유산포털